# Israele ai Giochi della XX Olimpiade
Israele partecipò ai Giochi della XX Olimpiade che si sono svolti a Monaco di Baviera dal 26 agosto all'11 settembre 1972, con una delegazione di 14 atleti iscritti in altrettante competizioni di sette diverse discipline. Portabandiera fu il tiratore Henry Herscovici, alla sua terza Olimpiade.
Fu la sesta partecipazione di questo paese ai Giochi estivi. Non fu conquistata nessuna medaglia.
Durante i Giochi un commando di terroristi dell'organizzazione palestinese Settembre Nero fece irruzione negli alloggi israeliani del villaggio olimpico, uccidendo subito due atleti che avevano tentato di opporre resistenza e prendendo in ostaggio altri nove membri della delegazione israeliana (tre atleti, quattro allenatori e due arbitri) che furono anch'essi uccisi dai terroristi in seguito a uno scontro a fuoco con una squadra della polizia tedesca che stava cercando di liberarli.